# Staurogyne hirsuta
Staurogyne hirsuta är en akantusväxtart som först beskrevs av Christian Gottfried Daniel Nees von Esenbeck, och fick sitt nu gällande namn av Carl Ernst Otto Kuntze. Staurogyne hirsuta ingår i släktet Staurogyne och familjen akantusväxter. Inga underarter finns listade i Catalogue of Life.